# San Camilo, Campeche
San Camilo är en ort i Mexiko.   Den ligger i kommunen Campeche och delstaten Campeche, i den östra delen av landet, 900 km öster om huvudstaden Mexico City. San Camilo ligger 25 meter över havet och antalet invånare är 174.
Terrängen runt San Camilo är platt, och sluttar västerut. Runt San Camilo är det ganska tätbefolkat, med 86 invånare per kvadratkilometer. Närmaste större samhälle är Tikinmul, 3,9 km sydost om San Camilo. I omgivningarna runt San Camilo växer i huvudsak lövfällande lövskog.